# Argema saja
Argema saja är en fjärilsart som beskrevs av Van Eecke 1913. Argema saja ingår i släktet Argema och familjen påfågelsspinnare. Inga underarter finns listade i Catalogue of Life.